# Paletoque

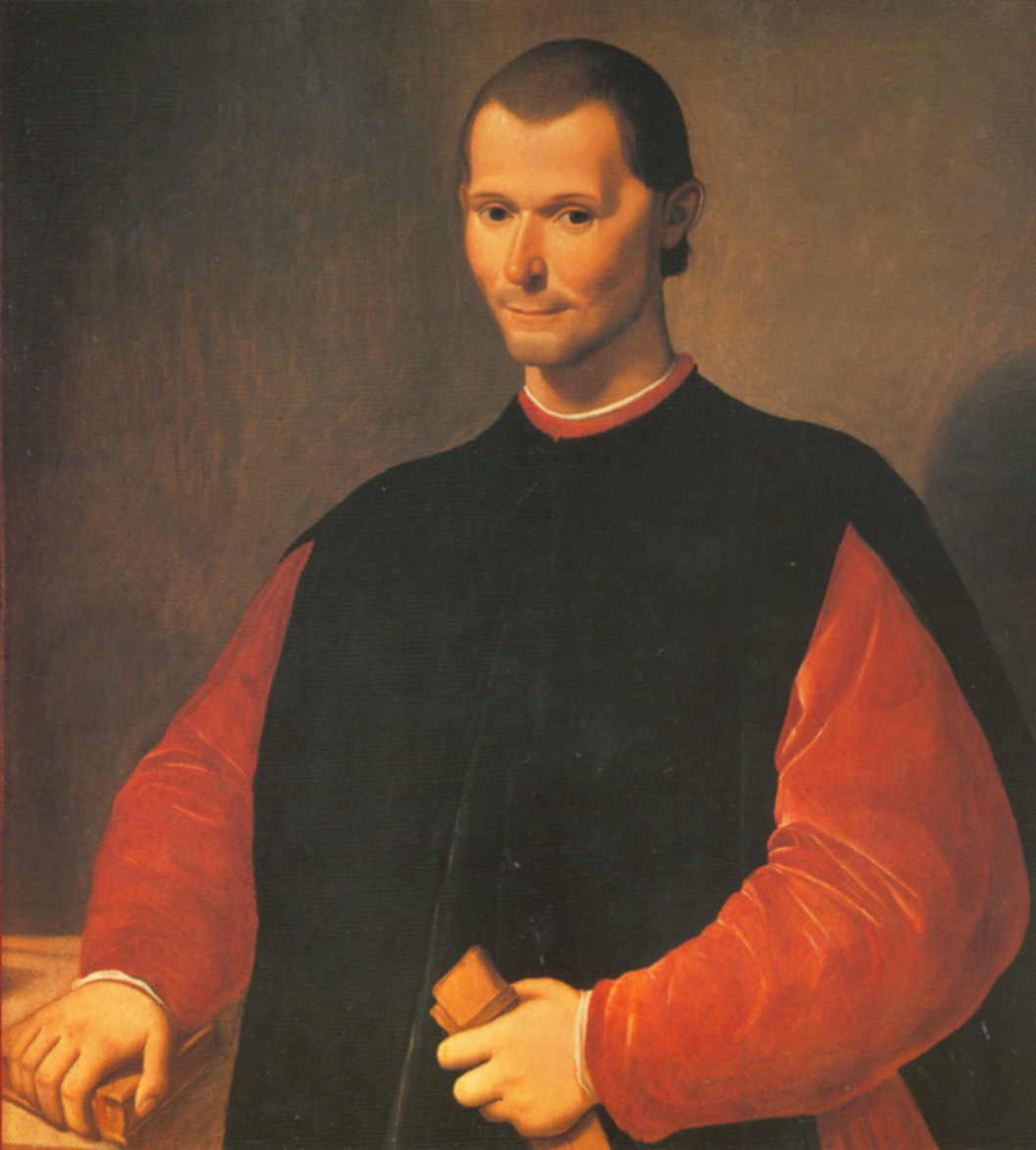
Nicolás Maquiavelo luciendo paletoque sin mangas.

El paletoque es una prenda de vestir masculina de abrigo propia de la Baja Edad Media y el Renacimiento confeccionada en piel vuelta o lana. La RAE lo define como un "capotillo".
A diferencia del jubón, el paletoque es más largo, sobrepasando la cintura, y es una prenda exterior más completa que la sobreveste o tabardo cerrado. Así mismo se diferencia de la hopalanda por tener las mangas mucho más cortas o incluso carecer totalmente de ellas en los últimos años de su uso.